# Caudiers de Fenollet
Caudiers de Fenollet (l'endònim occità és Caudièrs de Fenolhet i el topònim oficial en francès, Caudiès-de-Fenouillèdes) és un municipi de la comarca de la Fenolleda, al departament dels Pirineus Orientals. La vila de Caudiers de Fenollet s'estén a 345 m d'altitud, a la dreta de la Bolzana, entre el riu i la línia del ferrocarril, al centre de la vall i a la cruïlla de les carreteres N-117 i D-9; constitueix un centre d'excursions a la vora de la Bolzana, hi ha un camp de vacances i alguns establiments hotelers.

## El terme
El terme de Caudiers té una extensió de 36,45 km², es troba al N de la comarca, a l'extrem de ponent de la part inclosa en el departament francès dels Pirineus Orientals i limítrof amb la vall de Santa Creu (sector de la Fenolleda situada ja al departament de l'Aude), a la vall mitjana de la Bolzana i al peu de les Corberes (contraforts S del puig de Bugarach). Comprèn la vila de Cauders, alguns masos o veïnats avui gairebé tots deshabitats, el santuari de la vall, les restes de l'antic Castellfisel i altres vestigis com el Castell dels Moros. Limita al N amb els termes llenguadocians (del Perapertusès) de Sant Loís e Paraon, Burgarag i Camps, a l'E amb els fenolledesos de Prunyanes, i Sant Martí de Fenollet, al S amb els de Fossa i Fenollet i a l'W amb el de Puillorenç (de la Fenolleda dins el departament de l'Aude aquest darrer).

## Les comunicacions
L'eix principal de comunicacions és la carretera N-117, de Perpinyà a Quilhan per Estagell, Maurí, Sant Pau de Fenollet i La Pradèla e Puèglaurenç per les valls de Maurí i de la Bolzana, que segueix també el ferrocarril a Atsat; de Cauders surten carreteres secundaries vers Fenollet i Fossa i vers Sant Loïs (antic camí vers Carcassona, que passa amb dificultat el coll de Sant Loís).

## Orografia del terme
El terme correspon exactament a un ampli sinclinori obert en margues negres, on se situa el vinyer; el fons de la vall de la Bolzana és ple d'al·luvions. Al nord els calcaris formen una ampla massa: és el gran front d'encavalcament nord-pirinenc que domina cap al nord el puig de Burgarach; aquesta gran falla i la resta calcària que l'acompanya segueixen des del coll de Sant Loïs (696 m) passant pel roc de Lo Còrb (855 m), el pas de Malabrac, la collada de Bedau i el serrat de La Fumada. Limita a la vall pel S la serra d'Arquièras (893 m),la Serra Laliàs (mb el cim de Castellfisel) fins a la Roca Roja (661 m); és una bassa calcària amb grans penya-segats de 300 a 500 m, nomes oberta per l'estret congost on passa el rec de Sant Jaume, que baixa de Fenollet. El bosc s'estén als sectors més apartats de la vall, relativament amplia, on es localitzen els conreus: al nord, sobre el calcari, hi ha alzinars i landes d'alzinar i, més amunt, de l'estatge montà, al nord-est, hi ha un sectors de boscs de domini públic amb bosquines d'alzina, alguns roures i coníferes repoblades, el sector de nord-oest (serrat de Los Avets, Montauriol). forma part del gran bosc de Fanges, de domini públic, d'avets i faig i roures al vessant; al sud del terme, als bacs, hi ha alzinars (cap a l'est) i rouredes (cap a l'oest).

## L'agricultura
Hi ha 478 ha de superfície agrícola (el 13% del terme, cent i escaigs explotacions); predomina i de molt la vinya, que ocupa la vall i els vessants propers (400 i escaigs, de les quals més d'un centenar i mig de denominació d'origen controlada i unes 250 i escaigs d'altres vins); nomes hi ha 2 ha d'arbres fruites (pomeres) i 5 d'hortalisses, 7 de cereals i prop d'una cinquantena de pastures i farratges. El cens ramader pot variar però més o menys és d'una cinquantena de caps de boví i uns dos-cents caps d'oví. Hi ha una ccoperativa de mitjanes dimensions.

## La indústria
Els jaciments de feldespat són importants i radica al poble una gran empresa (amb molt pocs obrers només, a causa de la competència de minerals del nord d'Europa) que elabora pólvores de feldespat i de marbre que explota les pedreres de Fossa, Rasigueres i Fenollet. Una explotació forestal i serradora utilitza una vintena d'obrers. Alguns assaigs de reimplantació industrial fets l'últim trimestre del segle xx, no van reeixir, com una fàbrica d'embalatges de cartó creada el 1978. Prop de la vila hi ha les fonts termals que donaren nom a la població.

## Història
Sant Miquel de Cuixà posseïa des del 1011 un alou a Cauders (Caldarios) i un altre a la vall de Santa Maria, és a dir a Nostra Dona de la Vall. Durant l'edat mitjana una família dita de Calders en tenia la senyoria pels vescomtes de Fenollet. Geraula de Cauders fou la segona muller del darrer vescomte, Pere (V) de Fenollet (mort el 1243) i mare d'Ava de Fenollet, muller repudiada (1267) del vescomte Jaspert V de Castellnou. En el cens de terres reials que Lluís XIV de França feu després del Tractat de Corbeil (1258), Cauders s'hi trobava comprès, i restà dins el domini reial fins a la Revolució Francesa, llevat d'una porció del seu territori que depenia del capítol de Sant Just de Narbona, i diversos drets adquirits per l'Abadia de Fontfreda.
Al segles xvi i xvii, Cauders, per la seva situació fronterera amb el Rosselló (espanyol fins al 1659) sofrí els saqueigs dels hugonots en les Guerres de Religió i altres agressions en els freqüents conflictes franco-espanyols. El bisbe d'Alet Nicolau Pavilhon (1637/77) s'esforçà amb èxit durant el seu episcopat a limitar les exaccions militars i a atenuar els sofriments de la població.

## Edificis

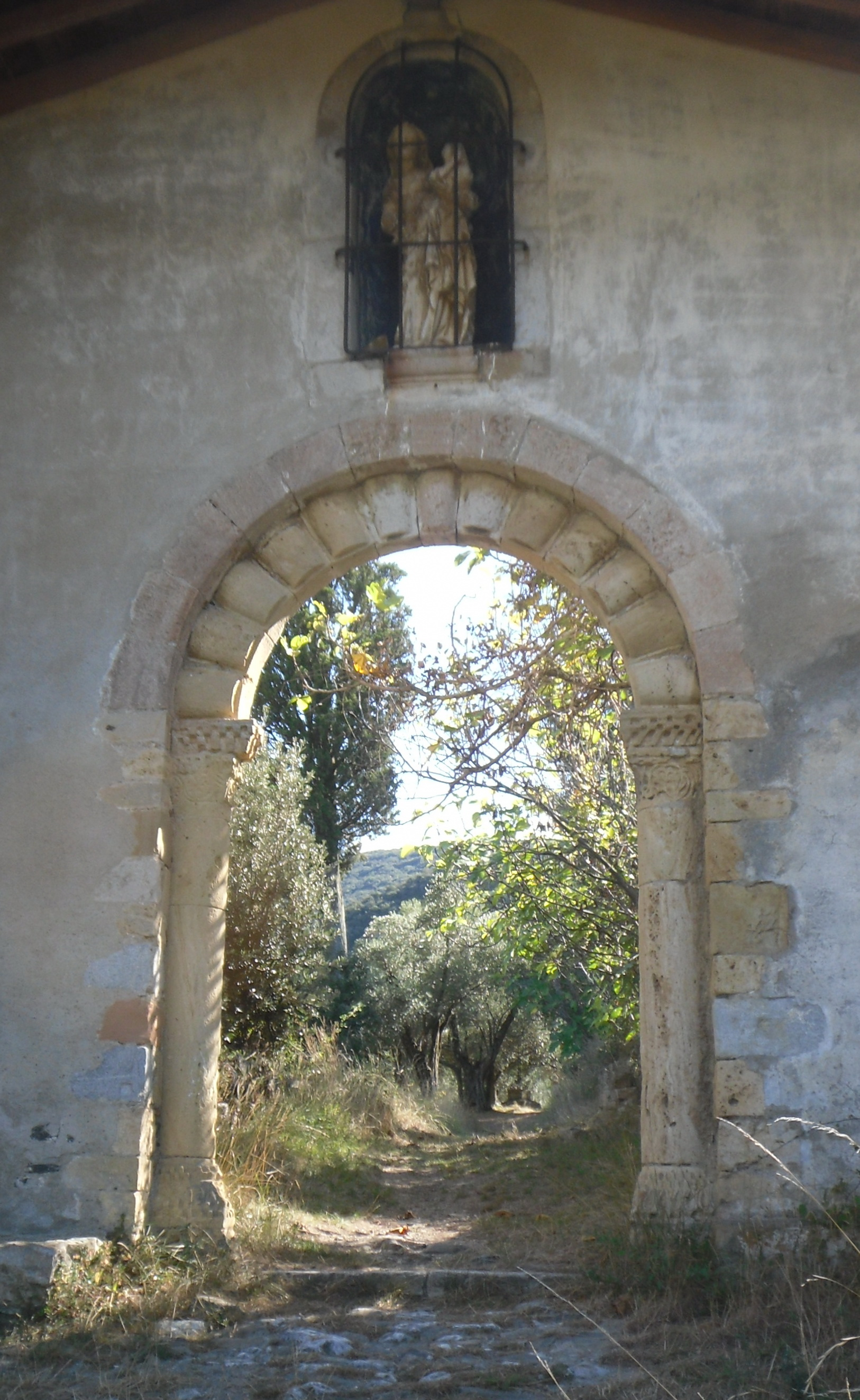
Imatge de la Mare de Déu damunt la porta (segle XIV)

L'església parroquial de Santa Maria fou bastida a partir del 1582 (quan el títol de parròquia i l'arxiprestat de Cauders foren transferits de Nostra Dona de la Vall a l'interior de la vila per raons de seguretat); és un edifici gòtic tardà que el bisbe Pavilhon feu reformar en 1651/55; també va fer sobrealçar el campanar (1675) i ordenà l'execució del vell retaule de l'altar major, obra de fusta esculpida i daurada de Pèire Chardon, escultor de Lodun (1662/63); també hi ha una imatge de la Mare de Déu damunt la porta (segle XIV). La pintora Lluïsa Botet va pintar un tríptic per a aquesta església.
El convent dels Frares Agustins, esmentat des del 1409 (conventus fratrum Agustinorum de Cauderiis). es mantingué fins a la Revolució Francesa; havia tingut un important conflicte, els anys 1656/66 amb el bisbe Pavilhon, que fou un representant destacat del corrent del Jansenisme a l'època. Hom anomena Lo Fòrt una gran torre quadrada i un recinte bastits el 1172 per Arnau, vescomte de Fenollet; fou restaurat el 1346 per ordre del governador de Llenguadoc i continuà mantenint el seu paper de refugi per als habitants fins al segle XVII; en resten elements prou importants que des finals del segle XX hom té cura de salvaguardar.
Té gran anomenada a la comarca el santuari de la Vall o Nostra Dona de la Vall (La Val en occità), situat a la sortida de l'engorjada vall de Sant Jaume, que, procedent del veí terme de Fenollet, entra al de Caudiers al S. de la vila. És esmentat des del segle xi (Vallis S. Mariae el 10011; eccl. S. Mariae de Valle el 1011; N.D. de Lasvals el 1750). Sant Miquel de Cuixà i tenia un alou l'esmentat any 1011 i el mateix Bernat Tallaferro, comte de Besalú, en fundar el monestir benedictí del castell de Fenollet li atribuí, entre d'altres, l'església de Santa Maria, que havia donat nom a la vall de Fenollet i es devia remuntar almenys al segle anterior. Sembla que esdevingué la seu de la parròquia de Cauders fins al 1582. L'església actual és bàsicament obra del segle xv 8edifici d'una nau, amb porxo d'entrada i campanar octagonal) i té interessants peces a l'interior, principalment el retaule de l'altar major, en pedra esculpida i policromada (classificat com a monument històric).
Dominada pel SE el mateix congost i el santuari, i com a avançada del veí castell de Fenollet, s'alcen al cim de la carena (492 m) les encara imposants ruïnes de Castellfisel (castrum Fidele el 1258; Castell Fisel el 1395), construït pels vescomtes de Fenollet i que ha restat dins el terme de Caudiers des de la divisió del 1702. Des del tractat de Corbeil (1258) fou infeudat a una família occitana que prengué el nom de Castellfisel; a la fi del segle xiv Francesca de Castellfisel l'aportà en matrimoni a la casa de Belvianes, i passà després als Sant Ferriol, als d'Alverny, als Pepratx (del 1686 al 1716), als Meuleon i, finalment, als Vivièr. resten alguns alts panys del murs i altres vestigis del gran recinte que, des de fa un temps, des de Cudiers hom té cura de salvaguardar.
L'església de Sant Jaume, al peu de Castellfisel (eccl. S. Jacobi, el 1011) és d'origen pre-romànic; al segle xix la seva portada, esculpida, fou transportada (i mal reconstruïda) al parc de davant del santuari de la Vall. Aquest any 1011 havia estat donada pel comte Bernat Tallaferro, i l'advocació d'aquesta petita església dona nom a la vall de Sant Jaume (o de Fenollet).
Lo Bois (villa de Buxo documentada el 954) era un petit feu situat al sector de llevant del terme (sota el roc de La Fajanosa) separat del comú de Caudiers, que tenia al segle xvii la família Costa i al xviii els Monès. Dels petits veïnats del terme citem Malabrac (al sector N), Conat (a llevant de la vila, aigua avall de la Bolzana). Al viaducte proper al coll de Sant Loïs, on la carretera forma una espiral, hi ha vestigis d'una fortificació no documentada que hom anomenava popularment Lo Castelh dels Moros, molt destruïda per les obres del camí.

## Cantó número 15
Actualment, juntament amb les viles catalanes d'Estagell, Ribesaltes i Salses i les occitanes de Sant Pau de Fenollet i Sornià i la Tor de França, a més dels pobles catalans d'Arboçols i Tarerac, de la comarca del Conflent, i les Cases de Pena, Espirà de l'Aglí, Montner, Òpol i Perellós, Talteüll i Vingrau, de la del Rosselló, i dels occitans d'Ansinyà, Bellestar, Campossí, Caramany, Cassanyes, Centernac. l'Esquerda, Felluns, Fenollet, Fossa, Lançac, Maurí, Pesillà de Conflent, Planeses, Prats de Sornià, Prunyanes, Rasigueres, Rebollet, Sant Martí de Fenollet, Trevillac, Trillà, Virà i el Viver forma part del cantó número 15, de la Vall de l'Aglí (nou agrupament de municipis fruit de la reestructuració cantonal feta amb motiu de les eleccions cantonals i departamentals del 2015), amb capitalitat a Ribesaltes.

## Geografia

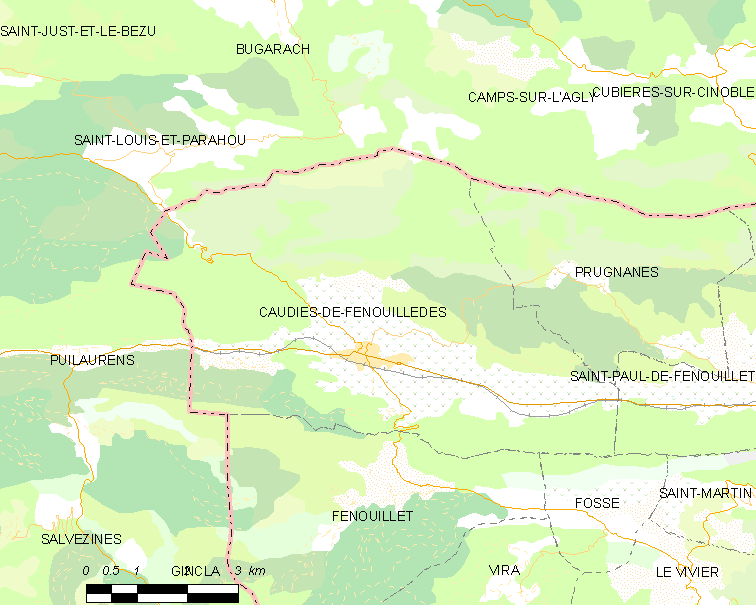
Mapa de la comuna de Caudiers de Fenollet

## Administració i política

### Alcaldes
| Alcalde             | Període  |
| ------------------- | -------- |
| Louis Balague       | ? - 2008 |
| Jean-Pierre Fourlon | 2008-    |

## Demografia
El fogatjament de 1384 donava 45 focs (51 amb Castellfisel), que incloïen (com els fogatjaments fins al 1702) els de Fenollet; 1395 consten només 25 focs. La seva importància econòmica es testimonia per les dues fires anuals (tercer dilluns després del Diumenge Gras i el quart dia d'octubre) i el mercat del dissabte, aprovat el 1698. Fins al 1790 fou capital de la vegueria de Fenollet. El 1834 tenia 1.359 ha. xifra que no es mantingué: 1.260 ha el 1861, 1.011 ha el 1891, 1.028 ha el 1926, 849 el 1954 la resta millor consulteu el gràfic. La raó del descens del 1982, per raó de les dificultats de les indústries i de la crisi vitícola, accentuada per la competència interior del Mercat Comú. Es va crear un associació, a partir de Cauders, que agrupa els municipis de Fenolleda, per tal de renovar l'activitat econòmica i promocionar la comarca. El 25% de les cases són residències secundàries.

Població 1962-2008